# Port lotniczy Kanpur
Port lotniczy Kanpur (IATA: KNU, ICAO: VIKA) – port lotniczy położony w Kanpurze, w stanie Uttar Pradesh, w Indiach. Pierwotnie przeznaczony dla Indyjskich Sił Powietrznych. W latach 70 XX wieku zapoczątkowano regularne loty do Delhi, Ahmadabad, Allahabad, Kalkuty, Bangalore, Madrasu, Pune i Bombaju.

## Linie lotnicze i połączenia
| Linia Lotnicza  | Kierunek                                      |
| --------------- | --------------------------------------------- |
| IndiGo Airlines | 1. Bengaluru 2. Delhi 3. Hajdarabad 4. Mumbaj |